# Tigran al II-lea
Tigran al II-lea cel Mare (se mai întâlnesc formele: Tigrane sau Tigranes; n. 140 î.Hr., Artaxata, Armenia – d. 55 î.Hr., Regatul Armeniei), a fost un rege al Armeniei, care a condus în perioada dintre 95 î.Hr. până în 55 î.Hr.
Sun conducerea sa, sunt unite două state armene într-un stat unitar, iar Armenia antică atinge apogeul expansiunii teritoriale. El anexează nordul Mesopotamiei, o parte din Regatul Seleucid, Cilicia, Fenicia, aliindu-se cu Mitridates al VI-lea, regele Pontului. Tigran al II-lea este înfrânt de romani în cel de-Al Treilea Război Mitridatic, și constrâns să renunțe la toate cuceririle, recunoscându-se rege clientelar al Romei, dar care va anexa în 63 î.Hr. Armenia mică.